# ISO/IEC 15897
ISO / IEC 15897 (Procedimientos para el registro de los elementos culturales) es una norma ISO estándar para el registro de nuevos POSIX locales y POSIX mapas de caracteres. Esta norma es el resultado de una adopción "acelerada" de CEN ENV 12005, una norma previa europea publicada por CEN. Fue publicado originalmente en 1999, y una segunda edición se publicó en 2011.
El estándar fue producido por el Grupo de Trabajo 20 (WG20) del comité JTC / 1 SC22, pero en 2006 el estándar fue transferido al comité JTC / 1 SC35. El registro es mantenido por el grupo danés de usuarios de sistemas UNIX (DKUUG), aunque no se ha actualizado desde diciembre de 2001. El estándar se confirmó en 2017, luego de una revisión sistemática quinquenal.

Los elementos registraron en el registro es:
- Especificaciones Culturales narrativas
- POSIX Locales
- POSIX Charmaps
- Repertoiremaps

Se superpone un poco con el proyecto CLDR alojado en el Consorcio Unicode .